# Giovanni Battista Ramenghi
Giovanni Battista Ramenghi, aussi connu sous le nom de Bagnacavallo junior ou Bagnacavallo il giovane (Bagnacavallo le jeune), est un peintre italien de l'école bolonaise, né à Bologne en 1521, et mort dans la même ville le 9 novembre 1601.

## Biographie
Il est le fils et l'élève de Bartolommeo Ramenghi le Vieux. Il a commencé sa carrière de peintre à Bologne, en 1535. 
Il est appelé au château de Fontainebleau par Francesco Primaticcio où il travaille entre 1537 et 1540. Il a travaillé avec Primatice pour la Grotte de Pins, le Cabinet du roi et les modèles de certaines tapisseries.  Dans les Vite, Giorgio Vasari indique dans Le Vite qu'il a travaillé avec Rosso pour les décorations quand Primatice est allé à Rome sur l'ordre du roi pour mouler le Laocoon et d'autres antiques célèbres. À la mort de Rosso, la galerie d'Ulysse  est restée inachevée et Primatice est rappelé de Rome après avoir fait les moulages. Il a alors fini la galerie avec l'aide de nombreux artistes bolonais, dont Giovambattista Ramenghi.
En 1546, il est documenté à Rome parmi les collaborateurs de Giorgio Vasari, au palais de la Chancellerie, salle des Cento Giorni,. 
Il est de retour à Bologne à partir de 1555. En 1569, il fait partie du Consiglio dei Trenta de l'Arte dei Bombasari e Pittori dont il est élu massaro en 1575, en 1582 et en 1593.

## Famille
D'après Frédéric Villot :
- Bartolommeo Ramenghi, dit le Bagnacavallo,
  - Giovanni Battista Ramenghi, dit Bagnacavallo junior
    - Scipione Ramenghi
- Scipione Ramenghi, frère de Baralolommeo,
  - Bartomomeo Ramenghi le jeune, admis dans la compagnie des peintres de Bologne en 1578,
    - Giovanni Battista Ramenghi.